# Galiomyza
Genre
Galiomyza est un genre de diptères de la famille des Agromyzidae.

## Liste d'espèces
Selon Catalogue of Life (20 mars 2020) :
- Galiomyza australis Spencer, 1982
- Galiomyza richardii Esposito & Prado, 1993
- Galiomyza takadai Sasakawa, 1993
- Galiomyza takakoae Sasakawa, 1954
- Galiomyza turneri Spencer, 1981
- Galiomyza violivora Spencer, 1986
- Galiomyza vockerothi Spencer, 1986